# Gavà
Gavà (Catalansk udtale: [ɡəˈβa]) er en catalansk by og kommune i comarcaet Baix Llobregat i provinsen Barcelona i det nordøstlige Spanien. Byen har 48.007(2024) indbyggere og dækker et areal på 30,90 km². Den er beliggende mellem byerne Castelldefels og Viladecans. Gavà betjenes af RENFE, der bl.a. opererer mellem Barcelona-Sants og dele af Spanien.

## Demografi
| 1900  | 1930  | 1950  | 1970   | 1986   | 2002   | 2007   |
| ----- | ----- | ----- | ------ | ------ | ------ | ------ |
| 1.825 | 5.054 | 6.860 | 24.213 | 32.351 | 42.304 | 44.678 |